# La Puerta (Colón)
La Puerta es una localidad argentina en el departamento Colón de la provincia de Córdoba. Se encuentra sobre la ruta provincial A174, 11 kilómetros al norte de Colonia Tirolesa, localidad de la cual depende administrativamente.
La zona es agrícola y presenta un avance de los cultivos de soja y maíz con agroquímico, en detrimento de cultivos más chicos. tanto de horticultura como maní y batata.

## Población
Cuenta con 323 habitantes (Indec, 2010), lo que representa un incremento del 31% frente a los 246 habitantes (Indec, 2001) del censo anterior.
| Gráfica de evolución demográfica de La Puerta entre 1991 y 2010 |
|                                                                 |
| Fuente: Censos nacionales del INDEC                             |